# Alte Kirche St. Pankratius und Sebastian (Warstein)

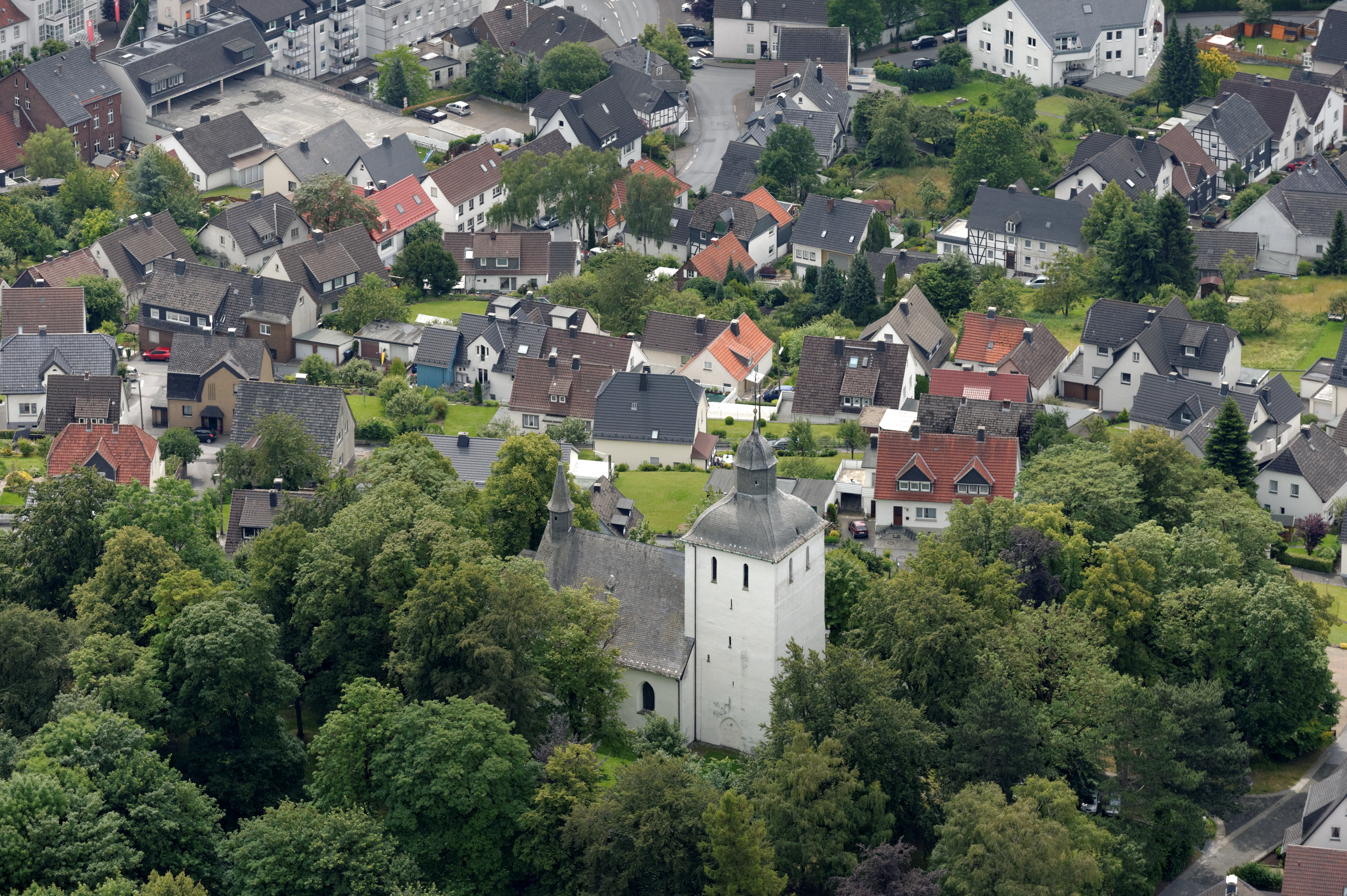
Luftaufnahme (2014)

Die katholische Filialkirche St. Pankratius und Sebastian ist ein denkmalgeschütztes Kirchengebäude in Warstein, einer Stadt im Kreis Soest in Nordrhein-Westfalen. Bis zur Errichtung der Pfarrkirche St. Pankratius im Tal war die seit dieser Zeit sogenannte Alte Kirche bis zum 1. November 1857 Pfarrkirche von Warstein. Seit dieser Zeit steht sie zum gottesdienstlichen Gebrauch der Pfarrei zur Verfügung und steht in Warstein als Wahrzeichen der Stadt in großer Verehrung.

## Geschichte und Architektur

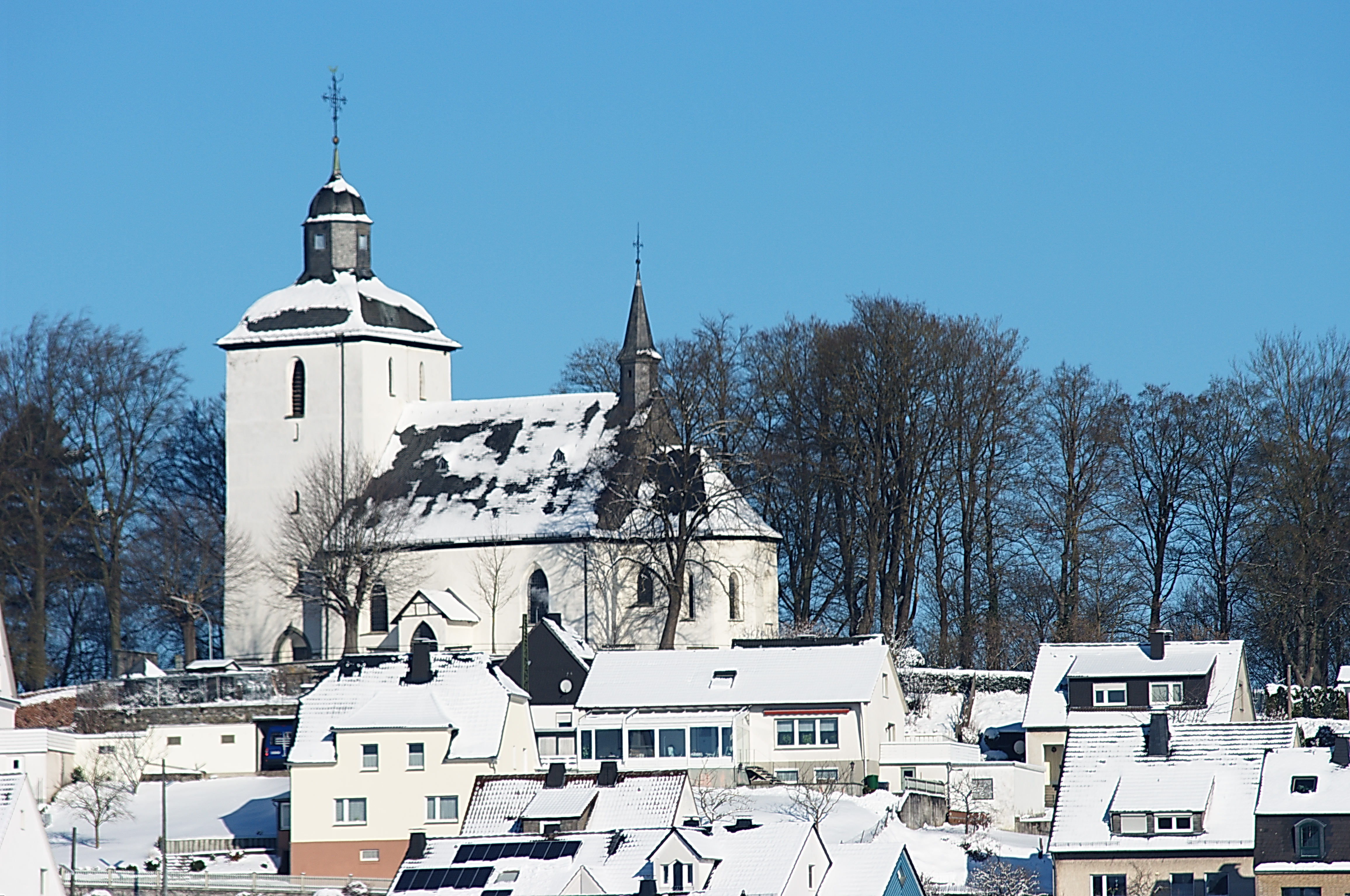
St. Pankratius

Die dreijochige Hallenkirche liegt auf dem Stadtberg, der Erhöhung, auf der im endenden 13. Jahrhundert die Stadtgründung Warsteins geschah. Eine Kirche in Warstein wurde 1237 erstmals urkundlich erwähnt, es handelte sich um den Vorgängerbau in der heutigen Gemarkung Altenwarstein. Der wuchtige, quadratische Westturm stammt aus der zweiten Hälfte des 13. Jahrhunderts und diente auch städtischen Zwecken. Der Chor ist rechteckig mit einem Fünf-Zehntel-Schluss. Die beiden schmalen Seitenschiffe enden in halbrunden Wandapsiden. Die schweren Rundpfeiler waren nach den Deckplatten zu urteilen ursprünglich in Kreuzform. Sie wurden wahrscheinlich in der Barockzeit verändert. Die Wände werden durch spitzbogige Fenster und Portale mit Blenden gegliedert. Im 18./19. Jahrhundert wurde vor dem früheren Haupteingang das ehemalige Totenhaus, das heute als Sakristei genutzt wird, angebaut. Sein früherer Name „Luikhuiseken“ (plattdeutsch Leichenhäuschen) weist auf die ursprüngliche Nutzung hin. Nach dem Stadtbrand vom 31. Dezember 1802 wurde der Turm 1810 mit einer Welschen Haube bekrönt. Umfassende Restaurierungen des Inneren fanden 1897, 1921/22, 1961 bis 1965 und 1985 statt, das Äußere wurde 1951, 1965/66 und 2023/24 erneuert.

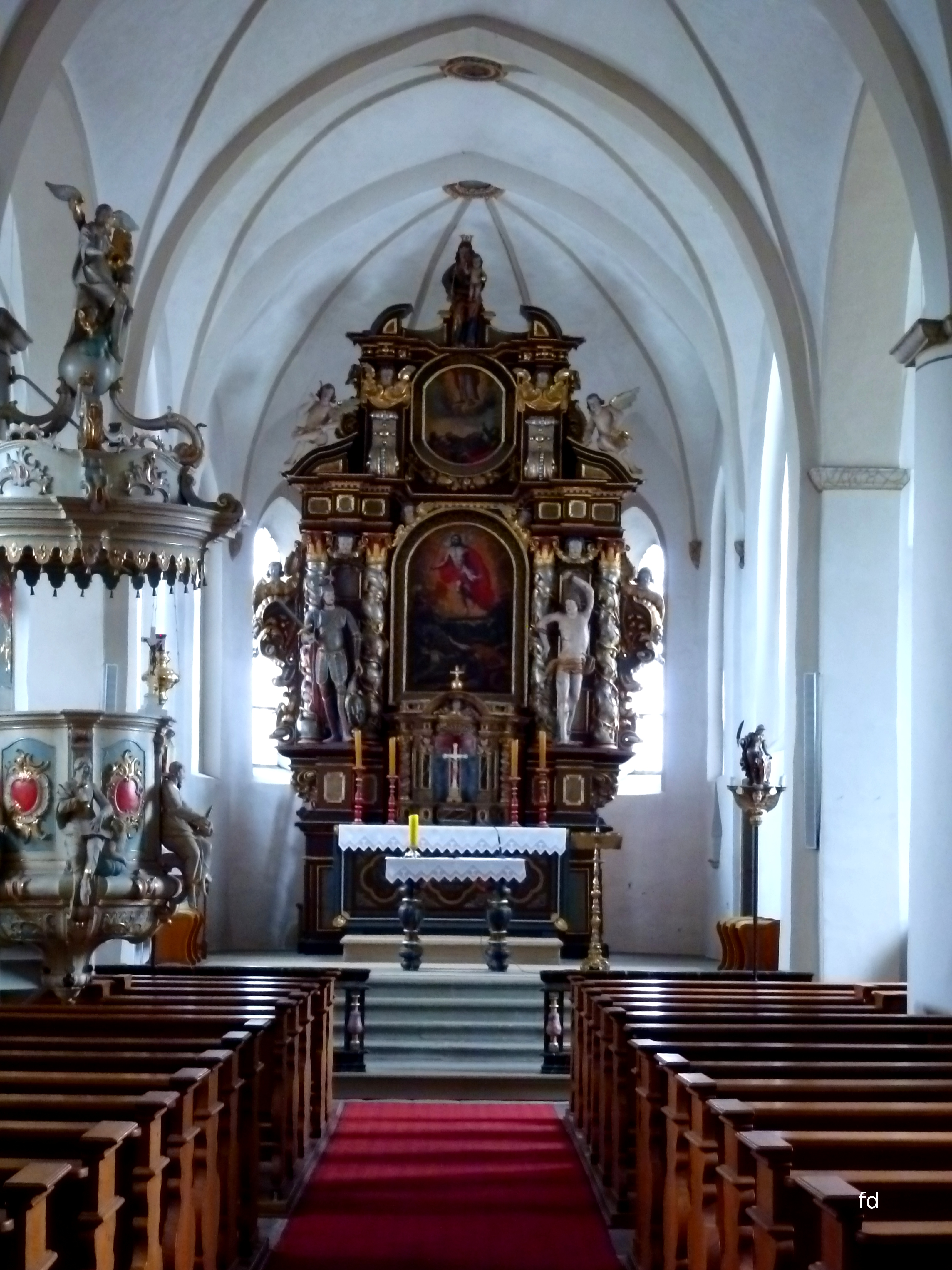
Innenansicht

## Ausstattung
Die Kirche ist mit einer umfangreichen Barockausstattung aus der zweiten Hälfte des 17. Jahrhunderts und dem 18. Jahrhundert ausgestattet, die von regionalen Künstlern erstellt wurde.
- Der Hochaltar stammt aus der Zeit nach 1650 und zeigt ein Altarbild mit der Auferstehung Christi, das von den beiden Kirchenpatronen Pankratius und Sebastian umrahmt wird. Das obere Altarbild zeigt die Himmelfahrt Jesu Christi. Die obere Bekrönung ist eine thronende Muttergottes mit Jesuskind. Das große Altarbild stammt wahrscheinlich von Ferdinand Wedemhove aus Arnsberg, der Tabernakel von dem Bildhauer Paul Gladbach aus Rüthen.
- Die beiden Seitenaltäre, der nördliche dem hl. Kreuz geweihte und der südliche der hl. Gottesmutter Maria geweihte Altar, stammen aus dem endenden 17. Jahrhundert aus der Werkstatt des Rüthener Bildhauers Paul Gladbach, die Altarblätter mit den Darstellungen der Verkündigung Mariens und der Kreuzauffindung wurden nach der Inschrift 1697 gestiftet. Der Hl. Kreuz-Altar zeigt die Darstellungen des hl. Johannes des Täufers und des hl. Johannes Evangelist im mittleren Bereich, im oberen Bereich rahmen die Darstellung eines Bischofs, wohl des hl. Remigius, und der hl. Hubertus ein Medaillonbild der hl. Helena mit ihrem Sohn Konstantin. Der Marienaltar zeigt im Hauptbereich den hl. Joachim und den hl. Josef, im oberen Bereich den hl. Antonius v. Padua, ein Medaillonbild der Gottesmutter und den hl. Antonius Eremit.
- Ein Vesperbild vom Anfang des 17. Jahrhunderts befindet sich seit 1968 in der katholischen St. Petrus-Kirche im Norden Warsteins.
- Die Kanzel stammt aus der zweiten Hälfte des 18. Jahrhunderts aus der Werkstatt der Bildhauer Adam Destadt und Leonard Falter in Schmallenberg und zeigt neben den vier Evangelisten den zum Weltgericht aufrufenden Erzengel Michael.[1]
- Die Kommunionbank entstand im frühen 18. Jahrhundert. Zwei barocke Prozessionsstangen zeigen den hl. Pankratius und den hl. Erzengel Michael.
- In der Nordwand befindet sich eine mittelalterliche Hl. Grab-Nische, in der eine spätbarocke Muttergottes-Darstellung steht, die als Tragfigur bei früheren Prozessionen mitgeführt wurde.
- Fünfzehn lebensgroße Statuen an den Kirchenwänden, darunter die Darstellungen der zwölf Apostel, entstanden um 1650 vermutlich in der Werkstatt von Diederich Schriener aus Warstein.
- Orgel mit 23 Registern auf zwei Manuale,  mit mechanischer Traktur aus der Werkstatt Stockmann in Werl.
- Gedächtnistafel an die aus Warstein stammenden Gefallenen u. a. des Krieges 1870/71
- Gemälde der seit 1783 bestehenden Warsteiner Fußwallfahrt nach Werl von 1935. Dieses Bild war früher in Werl aufgehängt.
- Tabernakel in der mittelalterlichen Sakramentsnische der nördlichen Chorwand von 1978 aus der Werkstatt Winkelmann in Möhnesee-Günne.
- Zelebrationsaltar von 1985 aus barocken Elementen der früheren Kommunionbank aus der Pfarrkirche St. Christophorus in Warstein-Hirschberg
- Das dreistimmige Geläut aus „Briloner Sonderbronze“ im Hauptturm ist gestimmt auf das Te-Deum-Motiv c'-es'-f' und wurde 1946 von Albert Junker in Brilon gegossen. Es ersetzt frühere Geläute. Im Dachreiter hängt eine kleine Glocke von 1805, die ehemals als Schulglocke der 1803 errichteten Schule diente.